# Jan von Posilge
Jan von Posilge (ok. 1340 – 1405) – kronikarz pruski, autor Chronik des Landes Preußen, kroniki opisującej wydarzenia w państwie krzyżackim od roku 1360. Kronika zawiera wiele ważnych wydarzeń z dziejów zakonu krzyżackiego. Kronika napisana została po łacinie, następnie przetłumaczona na niemiecki i kontynuowana do roku 1420. Posilge nosi dziś nazwę Żuławka Sztumska.